# Distretto di Aflou
Il distretto di Aflou è un distretto della provincia di Laghouat, in Algeria, con capoluogo Aflou.

## Comuni
Il distretto comprende 3 comuni:
- Aflou
- Sebgag
- Sidi Bouzid